# Joseph-Breitbach-Preis
Der Joseph-Breitbach-Preis ist ein deutscher Literaturpreis.
Er wird seit 1998 jährlich von der Akademie der Wissenschaften und der Literatur in Mainz und der Stiftung Joseph Breitbach in Vaduz an „deutschsprachige Schriftstellerinnen und Schriftsteller für ihr Gesamtwerk“ verliehen. Die Auszeichnung ist mit 50.000 Euro dotiert (Stand 2024) und gehört damit neben dem Georg-Büchner-Preis, dem Siegfried Lenz Preis, dem auch für Wissenschaftler offenen Siegfried Unseld Preis sowie seit 2020 mit dem Großen Preis des Deutschen Literaturfonds zu den höchstdotierten Literaturpreisen in Deutschland. Nachdem anfangs pro Jahr jeweils drei Personen ausgezeichnet wurden, wird seit 2004 jährlich nur noch einer Person der Preis zuerkannt.
Der Joseph-Breitbach-Preis geht zurück auf den deutschen Schriftsteller Joseph Breitbach, der den Preis 1977 stiftete.

## Preisträgerinnen und Preisträger

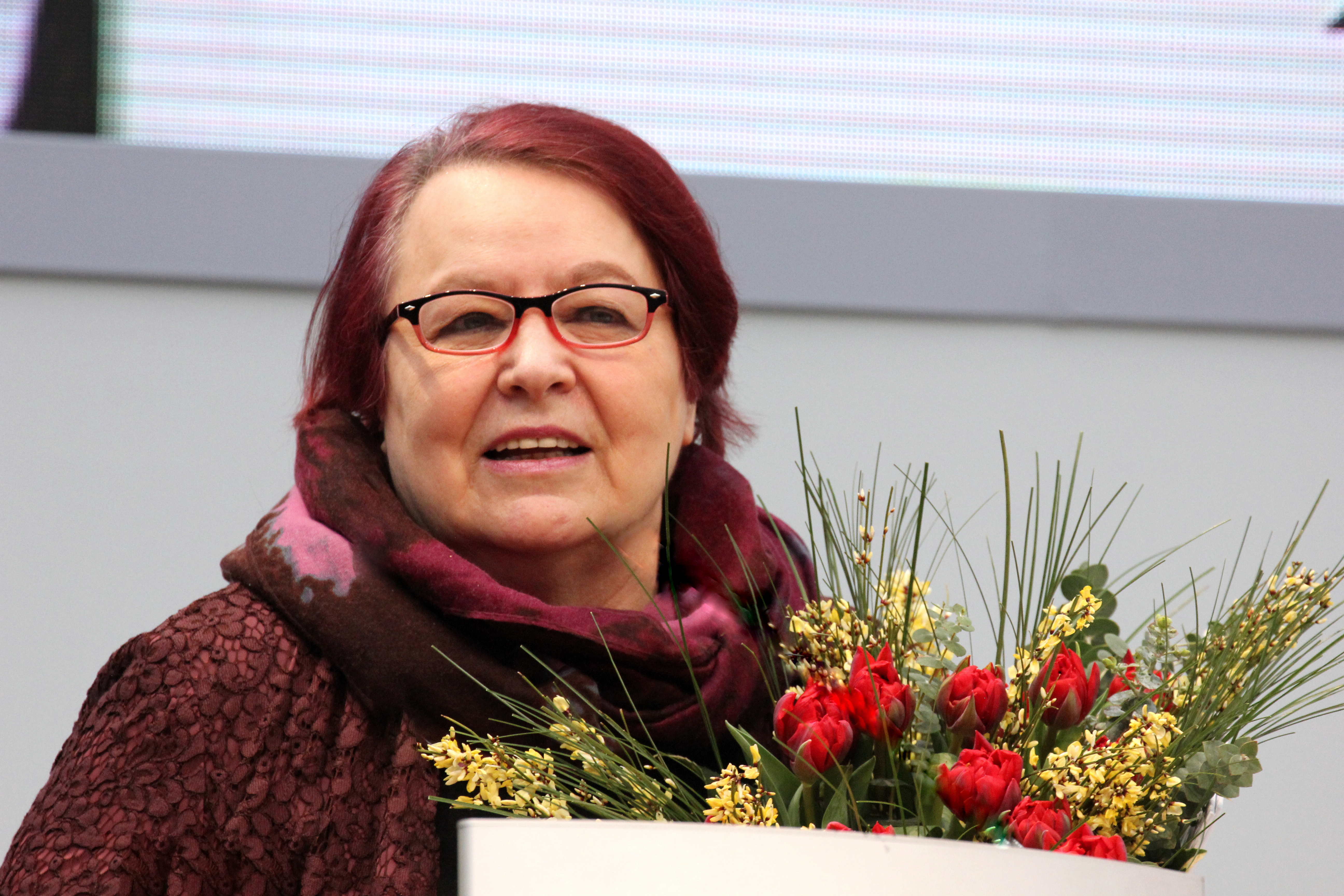
Preisträgerin 2022: Natascha Wodin

Der Preis wurde bislang 26 Mal vergeben, an 28 Männer und 11 Frauen (Stand: 2024).
- 1998 Hans Boesch, Friedhelm Kemp, Brigitte Kronauer
- 1999 Reinhard Jirgl, Wolf Lepenies, Rainer Malkowski
- 2000 Ilse Aichinger, W. G. Sebald, Markus Werner
- 2001 Thomas Hürlimann, Ingo Schulze, Dieter Wellershoff
- 2002 Elazar Benyoëtz, Erika Burkart, Robert Menasse
- 2003 Christoph Meckel, Herta Müller, Harald Weinrich
- 2004 Raoul Schrott
- 2005 Georges-Arthur Goldschmidt
- 2006 Wulf Kirsten
- 2007 F. C. Delius
- 2008 Marcel Beyer
- 2009 Ursula Krechel
- 2010 Michael Krüger
- 2011 Hans Joachim Schädlich
- 2012 Kurt Flasch
- 2013 Jenny Erpenbeck
- 2014 Navid Kermani
- 2015 Thomas Lehr
- 2016 Reiner Stach
- 2017 Dea Loher
- 2018 Arno Geiger
- 2019 Thomas Hettche
- 2020 Nora Bossong
- 2021 Karl-Heinz Ott
- 2022 Natascha Wodin
- 2023 Marion Poschmann
- 2024 Anne Weber
- 2025 Frank Witzel[3]